# 도카와역 (지바현)
도카와역(일본어: 外川駅, とかわえき)은 일본 지바현 조시시에 있는 조시 전기 철도선의 역으로 본 노선의 종점이다.

## 역 구조
단선 승강장 1면 1선과 유치선 1선을 가진 지상역이다. 청량 음료 및 아이스크림 자판기와 화장실동, 역전에 조시 전기 철도 직영의 유료 주차장이 각각 설치되어 있다.

## 역 주변
역은 어촌 도카와의 북부에 위치하고 있다. 도카와는 에도 시대 초기에 사키야마 차랑우위문에 의해서 도카와 어항과 함께 동시에 열린 것으로 완만한 사면에 바둑판의 눈 모양을 갖춘 것으로 구분이 되고 있다.
- 도카와 어항
- 도카와 미니 향토 자료관
- 도카와 우체국
- 뵤부가우라
- 조시 마리나
- 조시 마리나 주차장
- 도카이 신사
- 오오스기 신사
- 나가사키 해수욕장

## 역사
- 1923년 7월 5일: 조시 철도로 개업.
- 1945년
  - 7월 20일: 공습의 피해를 당하여 운행 중지.
  - 12월 3일: 운행 재개.
- 1948년 8월 20일: 회사명 변경으로 조시 전기 철도의 역이 됨.
- 2009년 12월: 이요 철도 2000형・쿠하 2500형의 운행 대응으로 상하행선의 조시 방향 승강장의 연장.

## 사진

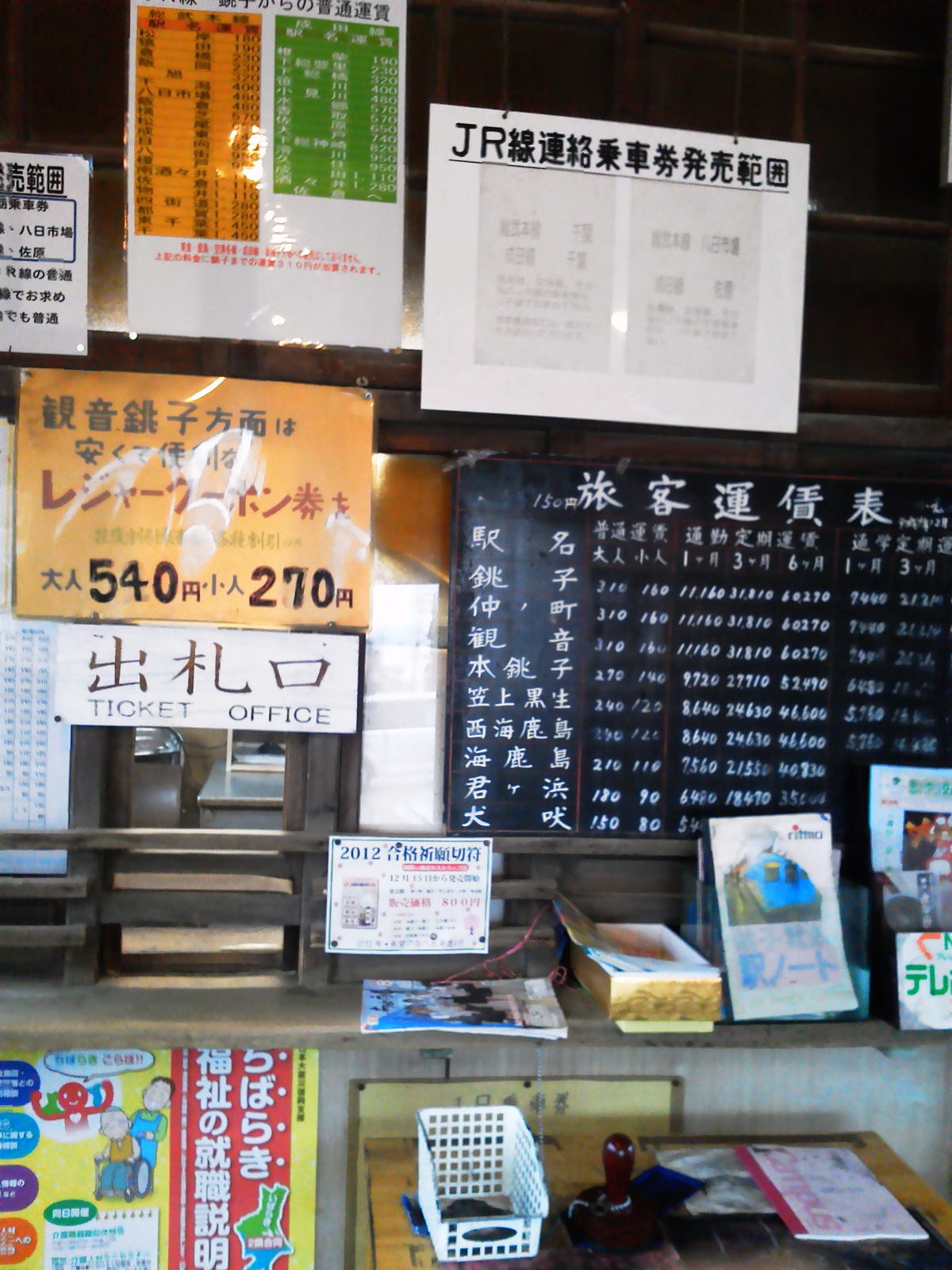
도카와 역 구내

## 그 외
- 낡은 역사를 가진 본 역은 많은 작품의 촬영지로 활용되고 있다.
- NHK의 아침 연속 텔레비전 소설 "수로 표"의 촬영지로 그것을 전하는 간판이 역전에 서있다. 또한, 텔레비전 드라마 "시효경찰", "엔카의 여왕", "라스트 프렌즈", "지방 형사·진보 토크 노스케", DVD드라마 "철도 이야기", 호리에 유이의 7th싱글 CD "Days"의 뮤직 비디오 등에 사용되었다.
- 오시미 슈조의 만화 "악의 꽃"에서 카스 타카오가 나카무라사와를 찾는 장면에 등장한다.
- 컨셉 CD앨범 "Precious Road - 나만의 지도" 의 5번째 "향수"의 이미지 일러스트에 사용되어, 이 일러스트를 바탕으로 한 역 스탬프가 설치되어 있다.
- 토미 테크 "건물 컬렉션" 제8편의 "역 A"는 조시 전기 철도의 협력을 얻어 본 역을 모티브로 하고 있다[1][2].

## 인접역
| 조시 전기 철도 ■ 조시 전기 철도선 | 조시 전기 철도 ■ 조시 전기 철도선 | 조시 전기 철도 ■ 조시 전기 철도선 |
| --------------------------------- | --------------------------------- | --------------------------------- |
| 이누보 조시 방면                  |                                   | 시·종착역                         |